# New World Resources
New World Resources Plc (NWR) es uno de los principales productores de carbón (antracita) y coque en Europa Central. La compañía produce coque de calidad y carbón térmico para los sectores del acero y la energía en Europa Central a través de su subsidiaria OKD, a.s. (en checo: Ostravsko-karvinské doly; Minas Ostrava-Karviná), la mayor empresa minera de antracita en la República Checa. NWR en la actualidad tiene proyectos de desarrollo en Polonia y la República Checa, que forman parte de la estrategia de crecimiento de NWR en la región.
NWR NV fue listada en las bolsas de Londres y Praga en 2008. NWR es un componente del índice FTSE 250, presente en las bolsas de Londres, Praga y Varsovia.

## Historia
Actividades regulares de minería en Silesia en la región nororiental de las tierras de la Corona Checa empezaron en 1782 y fueron nacionalizadas en 1946. La compañía fue fundada con la privatización de elementos de la industria del carbón de la República Checa que empezó en 1994; en 2004 el 46% del negocio fue comprado por Karbon Invest que a su vez fue adquirido por RPG Group (propiedad de Mr. Zdenek Bakala, un millonario checo), poco después. En 2005 los negocios de carbón y coque de la compañía fueron reestructurados como New World Resources B.V. y fueron sujetos de Oferta Pública de Venta de acciones como New World Resources N.V. en 2008.

## Operaciones
Las operaciones principales de la compañía comprenden OKD (negocio de minería del carbón), OKK Koksovny (una fundición productora de coque) NWR Karbonia (negocio de carbón y coque en Polonia).
NWR tiene 385 millones de toneladas de reservas (según la clasificación JORC). Estratégicamente situada dentro de la región, NWR suministra a importantes empresas (blue chip) con base en la región; los principales clientes incluyen ArcelorMittal, ČEZ, Dalkia, Moravia Steel, U. S. Steel Košice, s.r.o., Verbund, Voestalpine y ThyssenKrupp.
La compañía en la actualidad tiene actividades mineras en la parte de Silesia de la República Checa en la cuenca de Karviná y dos proyectos de desarrollo en Polonia.
Con sede en los Países Bajos, NWR emplea más de 18.000 personas.